# Cedric Simmons
Pour les articles homonymes, voir Simmons.
Cedric « Ced » Tremaine Simmons, né le 3 janvier 1986 à Shallotte (Caroline du Nord), aux États-Unis, est un joueur américain de basket-ball. Il évolue au poste d'ailier fort.

## Carrière
En juillet 2013, il signe un contrat de 3 ans avec l'Olympiakós, double champion d'Europe en titre. En juin 2014, il rejoint le Trabzonspor, club turc de première division.